# Syzygospora parmeliicola
Syzygospora parmeliicola är en lavart som beskrevs av Diederich 1996. Syzygospora parmeliicola ingår i släktet Syzygospora och familjen Carcinomycetaceae.   Inga underarter finns listade i Catalogue of Life.